# Estetica (Hegel)
Estetica (in tedesco: Vorlesungen über die Ästhetik) è una raccolta di appunti tratti dalle lezioni universitarie di estetica impartite da Georg Wilhelm Friedrich Hegel a Heidelberg nel 1818 e a Berlino nel 1820-21, 1823, 1826 e 1828-29. La raccolta fu compilata nel 1835, quattro anni dopo la morte dell'autore, dal suo editore Heinrich Gustav Hotho, utilizzando gli appunti dello stesso Hegel e quelli che i suoi studenti prendevano durante le lezioni; per alcuni critici, tale operazione potrebbe aver restituito una versione non esatta del pensiero hegeliano sull'estetica.
L'estetica hegeliana è considerata da molti come una delle più grandi teorie estetiche prodotte dopo Aristotele. Martin Heidegger definì l'Estetica «la riflessione più completa sull'essenza dell'arte che l'Occidente possiede». La tesi di Hegel sulla "fine dell'arte" influenzò diversi pensatori come Theodor Adorno, Heidegger, György Lukács, Jacques Derrida e Arthur Danto.
(Hegel, Estetica)

## Il manoscritto del 1822-23
Edito in diverse lingue, il manoscritto è stato ritrovato, raccolto ed edito dallo storico della filosofia Victor Cousin. Rappresenta una versione originale del pensiero di Hegel sull'estetica, non interpolato da interventi di studiosi o studenti, contribuendo al dibattito su di esso.